# Parcul din Kohanivka
Kohanivka (în ucraineană Kohanivka) este un parc și monument al naturii de tip peisagistic de importanță locală din raionul Bârzula, regiunea Odesa (Ucraina), situat lângă satul Kohanivka. Este administrat de întreprinderea de stat „Silvicultura Ananiev”, subdiviziunea Dolînske (parcelele 10-16).
Suprafața ariei protejate constituie 260 de hectare, fiind creată în anul 1973 prin decizia comitetului executiv regional.